# Médias en Iran
 (avril 2021).
Si vous disposez d'ouvrages ou d'articles de référence ou si vous connaissez des sites web de qualité traitant du thème abordé ici, merci de compléter l'article en donnant les références utiles à sa vérifiabilité et en les liant à la section « Notes et références ».
Les médias en Iran existent depuis l'apparition du premier journal papier en 1835. Les médias regroupent aujourd'hui plusieurs agences de presse officielles, de très nombreux journaux et magazines, des chaînes de télévision officielles et libres (émettant depuis l'étranger) et des stations de radios. L'explosion du phénomène des blogs est aussi suivie en Iran dans la mesure où le blog est un média permettant de s'exprimer librement et anonymement.

## Contexte dans la république islamique
La constitution de l'Iran accorde la liberté de la presse aussi longtemps que sont respectés les principes islamiques et la sûreté de l'État. On exige de chaque société éditrice de journal ou magazine d'avoir une licence de publication valide. Chaque publication qui est perçue comme « anti-islamique » ne se voit pas attribuer, ou se voit retirer, sa licence de publication. En pratique, le critère définissant le caractère « anti-islamique » englobe tous les supports qui présentent un sentiment anti-gouvernemental. La loi sur la presse de 1986 permet en effet d'inculper un journaliste pour « atteinte à la République islamique », offense au Guide suprême ou diffusion de fausses informations. 
En 1987, tous les journaux et magazines en circulation soutenaient les institutions de la république islamique. Après l'élection de Mohammad Khatami en 1997 et la libéralisation relative qui a suivi dans le pays, les publications se sont beaucoup développées, dont certaines réussissent à être plus critiques envers le gouvernement. À partir de 2005, après l'élection de Mahmoud Ahmadinejad, la liberté d'expression s'est à nouveau trouvée de plus en plus restreinte.
Reporters sans frontières rappelle que l’Iran figure à la 175e place du classement mondial de la liberté de la presse en janvier 2012. En 2023, le pays occupe la 177e sur 180. Une cinquantaine de titres indépendants ont été suspendus par la justice et l’organe de censure du ministère de la Culture et de l’Orientation islamique depuis juin 2009. En raison du grand nombre d'arrestations de journalistes après le « soulèvement Mahsa » en 2022, RSF qualifie l'Iran de « l’une des plus grandes prisons au monde pour les journalistes. »

## Presse papier
Les quotidiens majeurs du pays sont imprimés à Téhéran. Le premier journal iranien paraît en 1837. Baptisé Kâqaz-e Akhbâr (traduction de l'anglais « newspaper »), il est sous contrôle gouvernemental. Cette tradition de surveillance de l'information contribue à expliquer le faible lectorat de la presse écrite en Iran. La révolution constitutionnelle de 1906 constitue une brève période de liberté de la presse, avec cependant une « exception pour les livres antireligieux ». Sous le règne du Shah, il ne reste plus que deux quotidiens, au service du pouvoir. À partir de 1943, une licence est nécessaire pour toute publication. À une brève période de libéralisation, de 1979 à 1980, succède celle de l'islamisation des médias. Des « comités islamiques », au sein des rédactions, s'assurent de la conformité des lignes éditoriales avec les préceptes de l'islam. Une nouvelle loi réinstaure l'obligation d'obtenir une autorisation pour publier. Le ministère de l'information se change en « Ministère de l'Orientation Nationale » puis « Ministère de la Culture et de l'Orientation Islamique ». Le quotidien Ayandegân est fermé. En 1980, vingt publications sont interdites. Au début des années 1990, la pression sur la liberté de la presse se relâche. 
Les journaux les plus vendus sont Jomhuri-ye Eslami, Resalat (quotidien), Kayhan, Ettela'at et Hamshahri. Tous ces journaux sont considérés comme islamiques, mais ils ne suivent pas forcément la ligne du gouvernement. Par exemple, le quotidien Jomhuri-ye Eslami était la voix officielle du parti républicain islamique avant sa mise en sommeil en 1987 et présentait jusqu'alors la position officielle du gouvernement du Premier ministre Mir-Hossein Mousavi. Au contraire, des journaux comme Resalat ou Hamshahri sont constamment en train de critiquer certains aspects des politiques gouvernementales, particulièrement ceux liés à l'économie. Les autres journaux critiques du gouvernement n'ont pas de position vraiment arrêtée, mais critiquent tout de même dans les limites imposées par le régime théocratique.
Ci-après quelques titres de la presse iranienne : 
- Le quotidien réformateur Hamshahri (« Le concitoyen ») est le plus vendu dans les années 1990 [4];
- Journal réformateur, Shargh
- Kayhan
- Ettela'at, fondé en 1926, est le plus ancien quotidien iranien[6]
- Journal réformateur, Aftab-e Yazd
- Journal conservateur, Entekhab
- Le quotidien réformateur, Iran[7]
- Jam é Jam, quotidien conservateur

Agences de presse :
- Agence de presse estudiantine, Isna
- Mehr news
- Agence de presse de la République islamique (IRNA)[8]

## Télévision et radio
Toutes les radios et télévisions émettant depuis l'Iran sont contrôlées par le gouvernement de la République islamique via l'IRIB depuis 1979. Cet organisme détient ainsi un nombre record de chaînes de télévisions et de radios puisqu'il est question de presque une centaine de chaînes détenues dans son ensemble tous types confondus. Il a pour mission officielle d'islamiser les médias audiovisuels. Depuis 1982, il est placé sous l'autorité directe du Guide suprême. En 1979, la musique et les émissions étrangères sont supprimées des programmes. Pendant la guerre contre l'Iraq, une seule radio et une seule chaîne d'information couvrent le pays.
Des stations de télévision et de radios existent à Téhéran et dans la plupart des grandes villes provinciales. Les chaînes en Azerbaïdjan iranien et au Kurdistan iranien sont autorisées à émettre des programmes en azéri et en kurde. 
Plusieurs groupes d'opposition émettent vers Iran depuis l'Irak ou les républiques du Caucase. RFI, la BBC, Voice of America ont des programmes d'actualité en persan émettant sur la bande FM en Iran. Ces chaînes, parfois difficiles à capter, ont à faire face au brouillage de leurs émissions par l'État.
Chaînes et stations principales: 
- IRIB
- Canal 1 (Iran)
- Canal 2 (Iran)
- Sahar
- Persian Music Channel

## Censure
La censure, qu'il s'agisse d'information ou de travaux de fiction, est la règle en Iran. 
Tout éditeur doit soumettre les œuvres qu'il souhaite publier. De même, Internet est filtré afin que les internautes iraniens ne puissent pas accéder au contenu estimé inapproprié. N'importe quel article ou livre publié qui est considéré comme anti-islamique peut être supprimé ou confisqué, et l'auteur comme l'éditeur peuvent être tenus pour responsables d'offense à la morale publique ou à l'islam.
Les journaux, lorsqu'ils ne font pas l'objet de mesures de saisie, paraissent donc parfois avec des pages blanches. Les maisons d'édition restreignent donc leurs titres aux sujets qui ne s'attireront pas la censure officielle. De nombreux livres d'histoire, de science, de géographie, de poésie classique et de littérature ont été publiés depuis 1987, dont de nombreux manuscrits qui étaient bannis à l'époque du Shah. En revanche, pratiquement aucune œuvre de fiction nouvelle n'est apparue.

### Censure des médias traditionnels
La plupart des journalistes en Iran sont aux mains du pouvoir. Avec l'élection de Rohani, on peut constater que le nombre d’articles critiques et impartiaux dans les journaux est de l’ordre de zéro. Les quotidiens liés aux partis conservateurs sont destinées à salir leurs adversaires. Les éloges faits au nouveau gouvernement sont parfois même omniprésents dans certains journaux que même certains lecteurs le remarquent : Le ton jubilatoire de la presse rend impossible la moindre critique de M. Rohani. Les critiques passent alors par les réseaux sociaux. Mohammad Ali Abtahi, chef du bureau de l’ancien président [réformateur] Mohammad Khatami (1997-2005), a par exemple critiqué ce phénomène sur sa page Facebook : La mission des médias est de rapporter la réalité. Jila Baniyaghoub, journaliste [en Iran], condamnée à trente ans d’interdiction de toute activité journalistique critique le langage admiratif que certains de ses collègues utilisent pour parler des hommes au pouvoir. […] Voter pour un président ne signifie pas pour un journaliste de faire sans cesse son éloge et justifier ses décisions. Les journalistes ne sont pas chargés des relations publiques du président ou d’un ministre. Selon Ali Arsghar Ramezanpour, le journalisme en Iran n’a finalement pas beaucoup évolué depuis les années 1990. Notre presse est devancée même par les médias des pays arabes. Les sociétés d’aujourd’hui ont besoin d’informations précises. […] Nous devons mener plus d’enquêtes, avoir des informations précises et en analyser profondément les données
Reporters sans frontières rapportait en 2012 que près de 250 professionnels des médias ont été arrêtés et, pour beaucoup, condamnés à des peines de prison au cours depuis 2010. En effet, tout titre ou article venant critiquer ou dépasser les limites fixées par le régime s'expose à une condamnation et à des représailles.
À la suite du mouvement de protestation de 2022, au moins 76 journalistes ont été arrêtés,.

### Contrôle d'internet
Quand le gouvernement a introduit Internet en Iran, les services étaient complètement ouverts. Cependant, le gouvernement filtre l'accès à Internet pour bloquer le contenu jugé inapproprié. Les sites pornographiques sont complètement filtrés, ainsi que la quasi-totalité des sites fournissant des outils permettant de contourner les filtrages. Certains blogs et sites d'information sont également bloqués, dans des proportions moindres. Le blocage ou la restriction d'Internet est rendu possible par la loi iranienne de la presse de 1986, qui régule l'accès à l'information. La loi requiert aujourd'hui que les FAI installent des mécanismes de filtrage. Les peines prévues pour les violations des lois sur l'accès et la diffusion de l'information peuvent être très sévères. 
Après l'arrivée au pouvoir de Khatami en 1997 et l'émergence d'un mouvement réformateur (les réformistes, menés par Khatami, voulaient faciliter l'information du public), les conservateurs ont agi sur la presse et les mouvements se sont déplacés sur la toile. C'est à la même période qu'ont commencé à croître fortement le nombre de blogs en persan. En effet, les blogs représentent une fenêtre pour les jeunes qui veulent s'exprimer de manière plus libre que dans la société iranienne. Selon des statistiques non officielles, il y en aurait plus de 100 000 régulièrement mis à jour en février 2005.
La censure persiste et s'est renforcée sous le gouvernement de Mahmoud Ahmadinejad. En octobre 2006, le gouvernement iranien a fait passer un décret forçant les FAI à limiter les vitesses de téléchargement à 128 kb/s pour tous les clients individuels et les cybercafés.
Parce qu'il peine à avoir la main mise sur ces nouvelles plateformes de communication, l’Iran diabolise Internet, les réseaux sociaux et les nouveaux médias, qu’il accuse de servir les intérêts étrangers. Alors, il tente toujours plus de le contrôler et c'est pour cela qu'il a créé, par exemple, en janvier 2011, la première « cyberpolice », chargée de traquer les opposants au régime en ligne. Depuis sa création, les autorités affirment avoir bloqué des millions de sites. Pour renforcer ce contrôle, des logiciels de filtrage ont été mis au point et d'ailleurs, certaines entreprises occidentales ont été accusées d'avoir collaboré avec le gouvernement. Actuellement, l'Iran souhait aller plus loin en développant son propre internet national. En attendant, le blocage d'Internet est fréquent lors de mouvements de contestation. Ainsi, la coupure est presque totale en septembre 2022 dans la province du Kurdistan.
La liberté des médias étant très contrôlée, l'émergence des médias sociaux est envisagée comme une alternative pour le peuple iranien et a contrario comme une menace pour le gouvernement. En janvier 2019, lors d'une réunion avec les hauts responsables du ministère des technologies de l'information et la communication, le président a admis qu'il n'existait pas de médias et de presse libres en Iran. Il a même critiqué le manque de liberté de la presse et le contrôle de l'État sur les médias : Nous pensons que nous avons reçu l'autorité divine, qui nous permet de donner des ordres aux gens ; ce n'est pas le cas. Cependant, cette déclaration n'est pas faite par hasard : il a imputé l'augmentation de l'utilisation des médias sociaux au manque de la liberté de la presse, affirmant que les gens ne seraient pas obligés de le faire si les médias non gouvernementaux étaient autorisés à exister. Il a alors expliqué que les tentatives du régime de filtrer Internet n'ont pas empêché les Iraniens d'utiliser les médias sociaux pour partager leurs points de vue : Certaines de nos mesures ont échoué parce que nous pensions que ces outils de communication étaient sous notre commandement pour les filtrer [...]Tout le monde est en train de perdre, tandis que les jeunes et les adolescents sont les plus influencés par les effets négatifs du filtrage, a ajouté Rohani. Pour lui, des méthodes « éducatives » doivent être mises en place pour prévenir l'utilisation abusive d'Internet en Iran. 
Le régime a constaté que l’utilisation des médias sociaux constituait un danger pour la religion et l’indépendance de l’Iran, car la plupart des plates-formes de médias sociaux sont basées aux États-Unis. Il faut savoir qu'actuellement, près de 50 % des 500 sites Web les plus visités dans le monde sont bloqués en Iran, notamment YouTube, Facebook, Twitter, Google Plus et Telegram. Début janvier 2019, un responsable judiciaire iranien a annoncé que l’Iran était également prêt à filtrer Instagram. C'est chose faite en septembre 2022 ; WhatsApp subit le même sort. Wikipédia n'échappe pas à cette volonté de contrôle : une étude réalisée en 2013 montre que le gouvernement iranien surveille les articles liés à des sujets ayant trait à la politique et la religion.

## Contestations
En dépit du muselage des médias traditionnels, certains journalistes font de la résistance. C'est le cas du média Khabarnegaran Iran, créé en 2009 et alimenté quotidiennement depuis l’Iran par des journalistes et des traducteurs iraniens. Le site, qui est devenu une véritable référence avec 600 visiteurs par jour, est bloqué en Iran et hébergé en France. Les sujets traités sont variés mais le journal vise surtout à traiter de la situation des journalistes, du quotidien des professionnels des médias iraniens et à dénoncer la répression et les abus du pouvoir. Le média offre ainsi un point de vue inédit sur la condition des professionnels des médias iraniens et permet à ces journalistes, réduits au chômage, de travailler à nouveau. En plus d'une production d'une dizaine d'articles par mois, ceux-ci sont traduits en anglais et en farsi. Alimenté par un réseau de collaborateurs en Iran, le média offre ainsi un point de vue inédit sur la condition des professionnels des médias iraniens et permet à ces journalistes, réduits au “chômage politique”, de travailler à nouveau. Comme ses articles dérangent, le site est souvent victime d'attaques d'origine inconnue, officiellement.
Les Iraniens s'informent en consultant, via des VPN, des sites basés à l'étranger. Parmi eux : BBC persian, Iran international et Iran Wire travaillent depuis Londres.

## Médias sociaux
Depuis l'avènement d'Internet, en Iran, l'utilisation d'Internet et des réseaux sociaux (Facebook, Twitter, Instagram, etc) est proscrite par le gouvernement. Cependant, grâce à la création de moyens technologiques afin de contourner la cybercensure (notamment les VPN), la majorité des Iraniens ont aujourd'hui accès au monde des médias en ligne. Cela inclut les réseaux sociaux mais aussi tous les sites qui sont disponibles sur Internet, dont des blogs de nouvelles ou les journaux internationaux. Le contournement du joug gouvernemental a été prouvé comme efficace dans l'histoire lors du soulèvement, principalement étudiant, face à la réélection d'Ahmadinejad, en 2009. Surnommé « révolution verte », le mouvement permet la montée en force de l'utilisation des réseaux sociaux comme moyen de communication populaire. Cette utilisation massive a fait questionner plusieurs experts qui ont finalement remis en question le rôle de Twitter et des médias sociaux lors du soulèvement ainsi que leur efficacité. La cybercensure est encore employée aujourd'hui. 
Depuis, il est estimé que 40 millions d'iraniens possèdent un téléphone intelligent et plusieurs l'utilisent régulièrement pour créer des photos et vidéos afin de s'exprimer librement. Ils contournent donc les règles culturelles du système iranien en utilisant les médias sociaux. Ils utilisent principalement Telegram et Instagram.

### Sources
Cet article contient des extraits des Country studies de la Bibliothèque du Congrès américain dont le contenu se trouve dans le domaine public. Il est possible de supprimer cette indication si le texte reflète le savoir actuel sur ce thème, si les sources sont citées, s'il satisfait aux exigences linguistiques actuelles et s'il ne contient pas de propos qui vont à l'encontre des règles de neutralité de Wikipédia.

### Ouvrages connexes
- Kazem MOTAMED-NEJAD, « Médias et pouvoir en Iran », Cahiers d’études sur la Méditerranée orientale et le monde turco-iranien, 1995. URL: